# Dekorativní beton
Dekorativní beton – český převzatý název z Ameriky „Decorative concrete“.
K přetvoření stávajícího šedého betonu využívá tato technologie speciální řezací, pískovací a tetovací stroje a nářadí, vodou ředitelné barvy na akrylové bázi a uzavírací nátěry na bázi pryskyřice a její polymerní příbuzné jak ve vnitřních tak vnějších prostorách tzv. „Epoxidové systémy“.
Pracuje se s plně vyschlým a vytvrdlým betonovým podkladem a to na podlaze, stěnách, pracovní ploše nebo kdekoli, kde je řemeslník schopen připravit podklad.
Poté se do takto připraveného podkladu zobrazují různé motivy podle šablon např. dlažba, dlaždice, kameny, ornamenty, logo nebo se zanechává jednolitá plocha, která je zbarvená pomocí technik nanášení.

## Všestrannost
Jen málo materiálů je stejně univerzálních jako beton. Je možné dát mu jakýkoliv tvar, barvu, libovolný odstín a povrchovou úpravu. Jeho vlastnosti se proto využívají v mnohých designech/tedy mohou se využít kdekoliv.

## Rozmanitost vzhledu
Konkrétní tvůrčí možnosti jsou nekonečné. Každý konkrétní řemeslník vytváří své řemeslo osobně, vytváří vzhled jeho vlastní tvorby, vývoj speciální techniky osazení, a pomocí speciálního materiálu a metod zbarvení. Protože každý kus je obvykle vyroben na zakázku, mohou být zákazníci součástí tvůrčího procesu.

## Povrchová úprava
K ochraně podkladu před působením chemikálií, vody, povětrnosti a koroze slouží nátěrové hmoty. Dále se užívají k finální úpravě vzhledu, jako je například barevnost, lesk či mat.

### Epoxidové podlahové systémy
Epoxidové podlahové systémy vynikají výbornou odolností vůči oděru, dobrou chemickou odolností a jednoduchou údržbou. Zabraňují mechanické degradaci betonových pokladů, zároveň jsou nepropustné pro ropné produkty, minerální oleje, posypové sole a pod. Nezanedbatelná je i jejich estetická hodnota, kdy je k dispozici různá barevná škála, nebo se používají v kombinaci s barevnými „chipy“.

### Protiskluzné úpravy
V případě požadavku na zvýšení protiskluznosti betonových podlah je možné použít protismykovou přísadu. Barevnost takovéto úpravy určuje použitá nátěrová hmota a použité množství.

## Požadavky na údržbu
Ve většině případů běžné zametání odstraní veškeré abrazivní částice a občasné mokré vytírání s jemným čisticím prostředkem nebo mýdlem zabrání poškození. U dekorativně upravených nebo vzorovaných povrchů se může vyžadovat více agresivnější čištění kartáčem nebo mechanické koště, k odstranění nečistot a mastnoty. Příležitostné tlakové mytí může být potřeba použít i k vyčištění vnější plochy.